# José Miguel Ortega del Río
José Miguel Ortega del Río (nacido en Valladolid, España) es un historiador del arte y museólogo español. Actualmente trabaja en la Fundación Siglo para el Turismo y las Artes de Castilla y León. 

## Reseña biográfica

### Formación académica
Es Licenciado en Filosofía y Letras, rama Geografía e Historia, sección Historia del Arte, por la Universidad de Valladolid en la promoción 89-94. Posteriormente obtuvo el título de doctor en Historia del Arte por la Universidad de Valladolid con la tesis doctoral, dirigida por Jesús María Parrado del Olmo, titulada “Noticias artísticas en la prensa vallisoletana del siglo XIX” con la calificación de sobresaliente cum laude (7 de mayo de 1999). Fue distinguido con el Premio Extraordinario de Doctorado de la Facultad de Filosofía y Letras de la Universidad de Valladolid, (Curso 1998-99).
Por otro lado, es Magíster Universitario en Museología por la Universidad Complutense de Madrid, (Curso 1995-97).

### Experiencia profesional
Como coordinador ha participado en la dirección de las siguientes exposiciones (las más importantes)
- Time to Hope. Catedral de San Juan el Divino. Nueva York. 24/09/2002 a 24/11/2002[1]
- Ya vienen los Reyes. Belenes en Castilla y León. Monasterio de Nuestra Señora de Prado. Valladolid. 07/12/2001 a 06/01/2002
- Las Médulas. Historia de un paisaje. Real Jardín Botánico de Madrid. Madrid. 16/12/2002 a 23/04/2003
- The first europeans: Treasures from the hills of Atapuerca. Museo Americano de Historia Natural. Nueva York. 11/01/2003 a 13/04/2003[2]
- Posthumous Choreographies, White Box,  Nueva York. 02/06/2005 a 01/07/2005[3]
- Élevages de poussiere y otros laberintos ópticos, The Annex,  Nueva York. 02/06/2005 a 01/07/2005
- Metoikesis, Instituto Cervantes, Nueva York. 23/06/2005 a 16/07/2005
- Belenes del mundo. Monasterio de Nuestra Señora de Prado, Valladolid. 24/11/2005 a 08/01/2006
- Kyrios Las Edades del Hombre.Catedral de Santa María de Ciudad Rodrigo. Salamanca. 09/06/2006 a 08/12/2006[4]
- La Materia de los sueños. Museo Patio Herreriano de Arte Contemporáneo Español. Valladolid. 15/11/2006 a 15/02/2007[5]

- Los Caminos de Santiago. El Arte en el periodo románico en Castilla y León. Museu Histórico Nacional. Río de Janeiro. 22/11/2006 a 11/02/2007.  Pinacoteca do Estado de São Paulo. São Paulo. 08/03/2007 a 06/05/2007[6]
- 150 años de prensa diaria en Castilla y León.Monasterio de Nuestra Señora de Prado. Valladolid. 07/11/2006 a 30/12/2006. Itinerancia. 2007-2008[7]
- 1808. La Nación recobrada. Sala Caja Duero. Salamanca. 30/09/2008 a 16/11/2008. Monasterio de Nuestra Señora de Prado. Valladolid. 10/12/2008 a 08/02/2009[8]
- Atapuerca. Sur les traces des premiers européens. Musée de l´Homme++. París. 16/01/2009 a 16 /03/2009[9][10]
- El Reino de León en el marco de la Corona de Castilla. Itinerante 24/06/2010 a 15/09/2010
- Raíces, el legado de un Reino. Palacio del Conde Luna. León. 02/07/2010 a 31/12/2010[11]
- El mundo de los castillos. Ponferrada: Templarios, Peregrinos y Señores. Castillo de los Templarios. Ponferrada. 29/10/2010 a 8/01/2011[12]

Fue redactor de plantilla del diario El Mundo de Valladolid durante dos años y columnista colaborador del mismo periódico. Así mismo fue profesor Ayudante E.U. de Historia del Arte en el Departamento único de la E.U. Magisterio de Segovia. Universidad de Valladolid y profesor de Museología y Museografía. Escuela Superior de Restauración. FCG.

### Publicaciones
- El siglo que cambió la ciudad.
- El Teatro Calderón de la Barca. Arquitectura
- Egidio Piccoli y el Teatro Calderón de la Barca de Valladolid. Boletín del Seminario de Arte y Arqueología de la Universidad de Valladolid.
- Catálogo Exposición “El Cardenal y Santa Cruz.
- Los Reyes del Grial. Junto con Margarita Torres

### Los Reyes del Grial
Desde el año 400 d. C. varios peregrinos informaron de la presencia del Cáliz en Jerusalén. Este dato es de suma importancia, ya que en la Alta Edad Media todo el orbe cristiano sabía que el Cáliz, o la Copa del Señor como era llamada, se custodiaba en la Basílica del Santo Sepulcro. A partir del siglo IX, ya bajo el dominio fatimí, deja de haber noticias. Cuando la Primera Cruzada llega a Jerusalén en el 1099, los datos que tenían provenían de esos textos de los peregrinos, sobre todo los de Adoman y el Venerable Beda. Al no encontrar el Cáliz surgen a su vuelta a Europa, primero de forma oral y posteriormente de forma escrita, las leyendas sobre el Santo Grial como una forma de dar explicación a esa falta.
El impacto internacional que tuvo la noticia de la publicación ha sido enorme. En pocos días, medios como The Times, The Guardian, Le Figaro, ABC News o The New York Post se hicieron eco del hallazgo, que también apareció en los medios de lugares tan distantes como Rusia, China o Brasil, entre otros.